# Glasrörssäkring

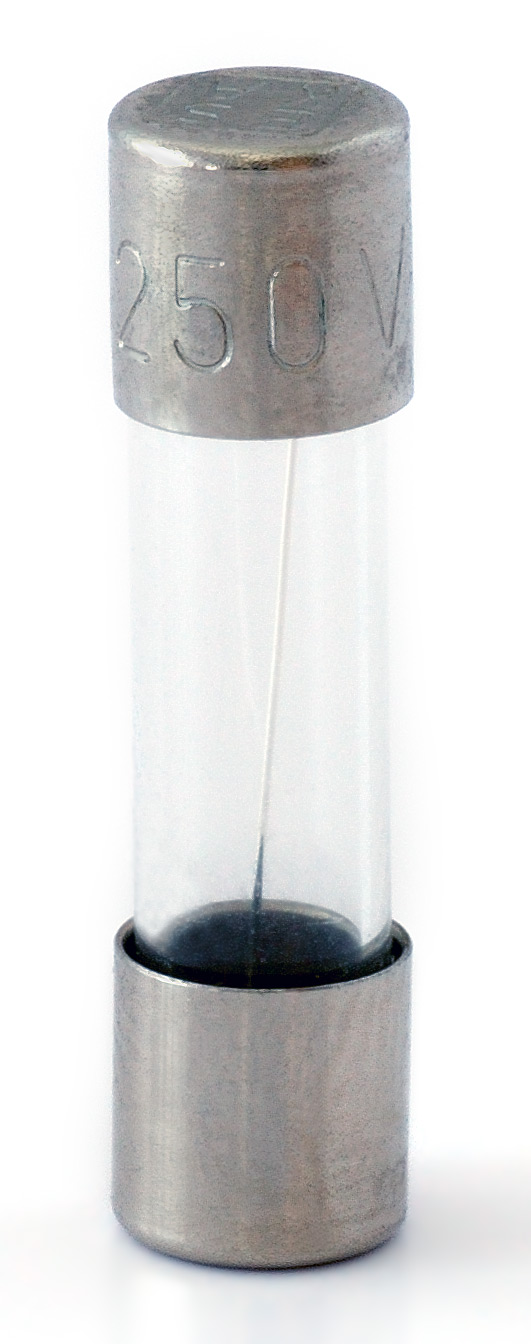
Glassrörssäkring, antagligen av typ F.

Glasrörssäkringar eller finsäkring, är de vanligast förekommande säkringarna i elektronisk apparatur. De finns i måtten 5×20 mm (europeisk standard), ¼×1¼" (amerikansk standard, ungefär 6×32 mm), 4,5×14,5 mm (ovanlig) och 3,5×9 mm (svårfunnen på svenska marknaden).
Vid spänningar >250 V kan glasröret vara betydligt längre än ovan angivits, för att säkerställa att det inte bildas en stående ljusbåge mellan ändhylsorna, när tråden brister.
En glasrörssäkring består av en tunn glaskropp med förnicklades ändhylsor. Mellan ändhylsorna löper en metalltråd vars tjocklek varierar med strömtåligheten. Vid överbelastning så brinner metalltråden av och kretsen bryts. Glasrörssäkringar finns i storlekar från 2 mA upp till 30 A.
I tröga glassäkringar finns det ett kylande material, till exempel kvartssand, som gör att metalltråden kyls och det tar längre tid innan tråden brinner av. De är märkta med ett T på ändhylsan.
Normalsäkringar är märkta med ett F (härleds från tyska flink = snabb). Ultrasnabba glasrörssäkringar är oftast försedda med en svart ring.
Glasrörssäkringen finns både i CE-märkning och icke CE-märkt utförande. CE-märkta säkringar skall användas när apparater ska anslutas till elnätet, vilket också betyder att säkringen är godkänd för nätanslutna apparater.

## Storlekar
| Märkström | Märkström |
| (mA)      | (A)       |
| --------- | --------- |
| 50        | 1         |
| 63        | 1,25      |
| 80        | 1,6       |
| 100       | 2         |
| 125       | 2,5       |
| 160       | 3,15      |
| 200       | 4         |
| 250       | 5         |
| 315       | 6,3       |
| 400       | 8         |
| 500       | 10        |
| 630       | 16        |
| 800       | 20        |